# کاسانو دله مورجه
کاسانو دله مورجه (به ایتالیایی: Cassano delle Murge) یک کومونه در ایتالیا است که در استان باری واقع شده‌است.

## خصوصیات
کاسانو دله مورجه ۸۹ کیلومترمربع مساحت و ۱۳٬۲۶۰ نفر جمعیت دارد و ۳۴۱ متر بالاتر از سطح دریا واقع شده‌است.